# Église Saint-Didier de Chaulnes
L'église Saint-Didier de Chaulnes est située dans le centre du bourg de Chaulnes, dans le département de la Somme au sud de Péronne.

## Historique
Chaunes possédait une église paroissiale depuis le XIIe siècle qui conservait des reliques de saint Philippe Néri, saint Ange et saint Didier. L'édifice fut reconstruit, en brique et pierre, de 1742 à 1749 grâce à générosité Louis Joseph d'Albert d'Ailly, duc de Chaulnes.
Totalement détruit pendant la Première Guerre mondiale, le bourg de Chaulnes fut reconstruit durant l'entre-deux-guerres. L'église actuelle remplace donc un édifice du XVIIIe siècle. La reconstruction de l'église, en 1927, fut rendue difficile par la découverte d'une sape sous l'édifice, vestige des âpres combats livrés de 1916 à 1918. Les travaux se poursuivirent jusque 1930.

## Caractéristiques

### Extérieur
L'église Saint-Didier a été reconstruite en béton armé et brique, sur les plans de l'architecte Godefroy Teisseire également architecte des églises Saint-Pierre de Lamotte-Warfusée et Saint-Martin d'Hangest-en-Santerre. La décoration de la façade a été réalisée en sgraffite à trois tons superposés (produits Mattone). Un clocher en forme de tour quadrangulaire flanque la façade du côté gauche. Il est équipé d'une horloge et surmonté d'un toit en flèche.

### Intérieur
L'aménagement intérieur a été particulièrement soigné : Raphaël Lardeur, maître-verrier à Paris, réalisa les vitraux ; Dominique Aldighieri, peintre montmartrois, réalisa deux compositions : l'Ensevelissement du Christ et la Présentation de la Sainte Face, qui s'inscrivent sous les roses du transept derrière un rideau d'arcatures dans un style rappelant l'époque byzantine ; Ferrario, artisan peintre à Nesle réalisa les peintures à fresque sans sujet ; Cantrel, de Rosières-en-Santerre, exécuta les ferronneries ; Bilz, d'Epehy, réalisa les menuiseries, notamment les stalles en 1929, sur dessin de l'architecte.
Un monument aux morts a été installé au revers du maître-autel.

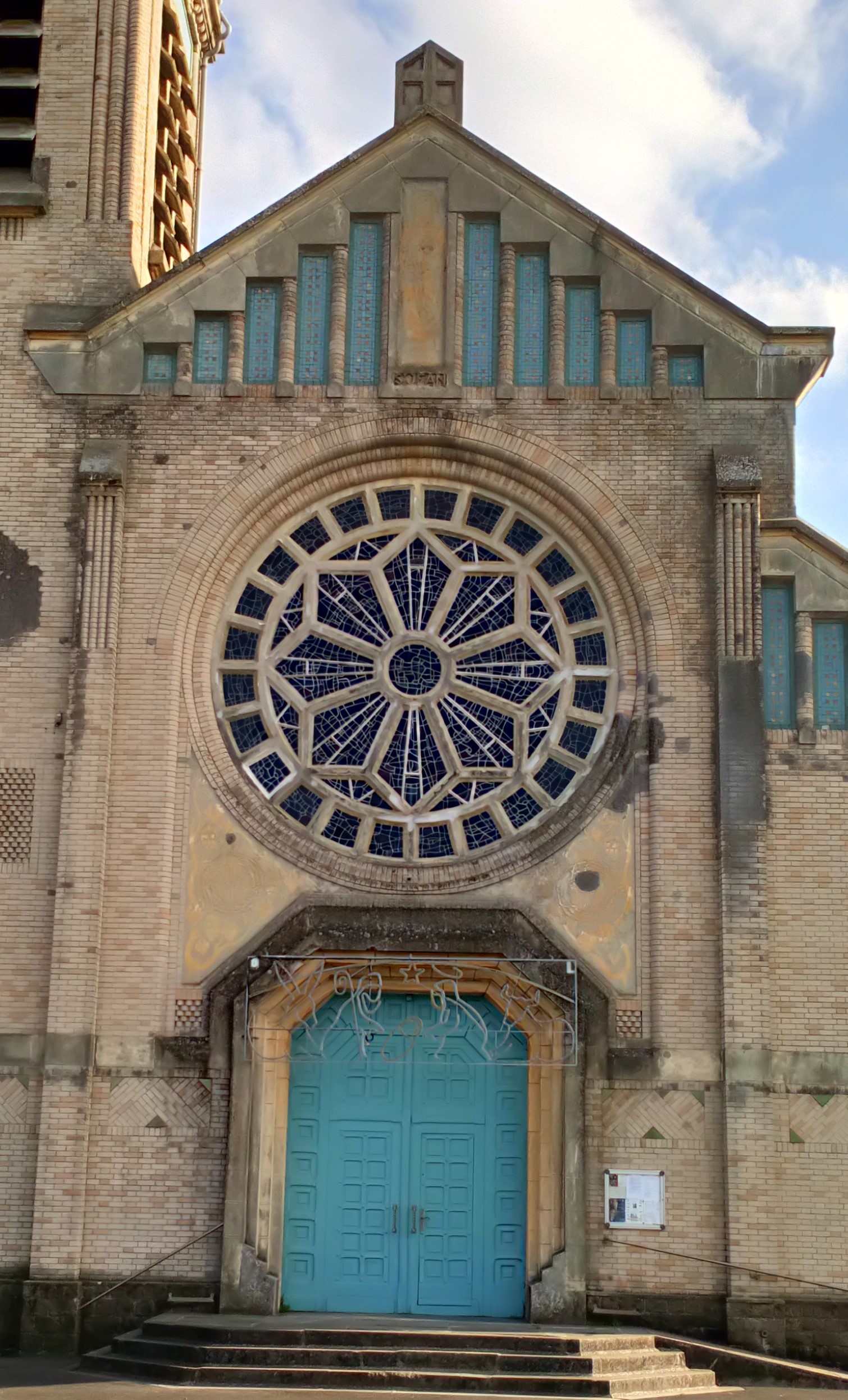
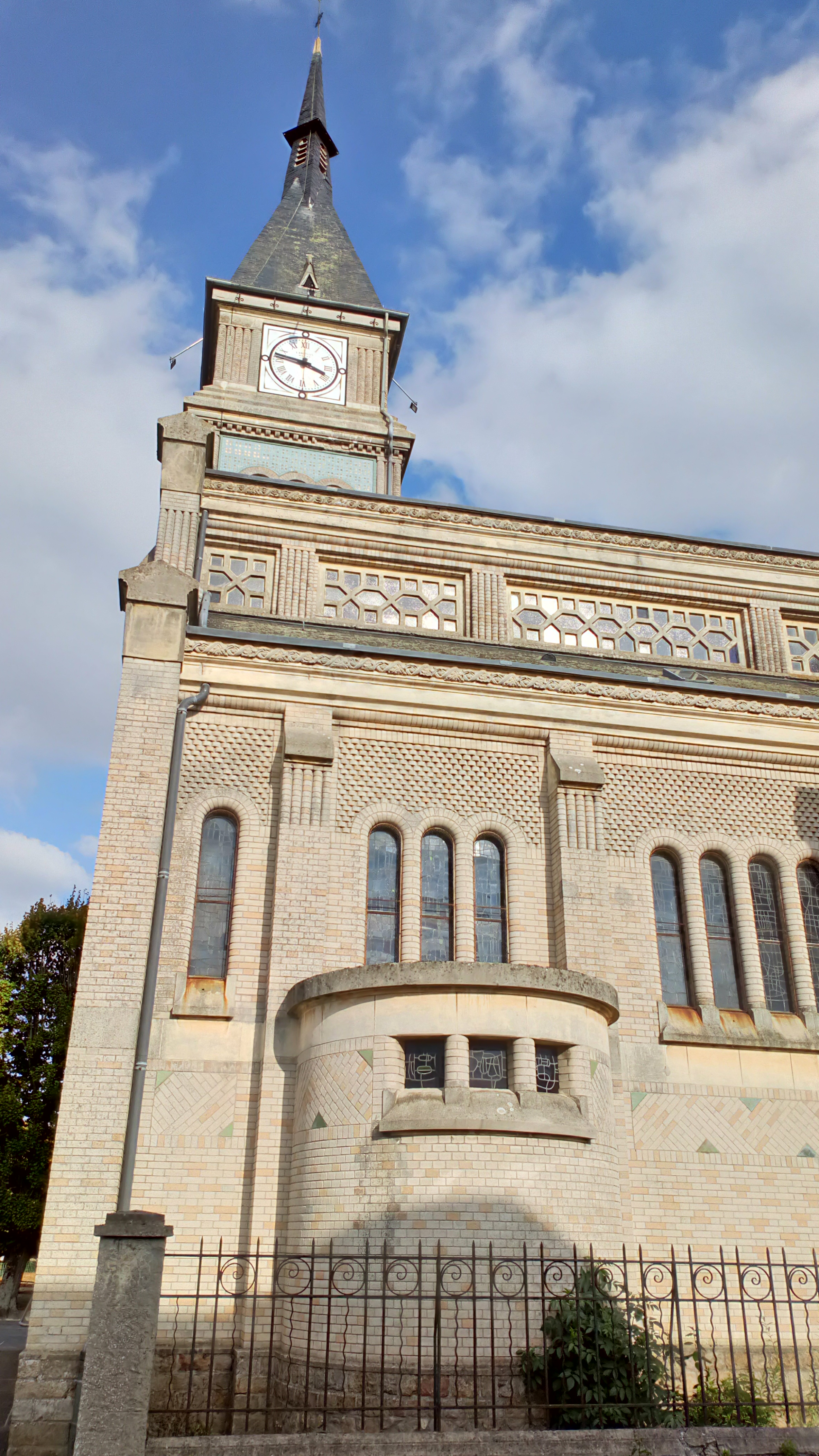
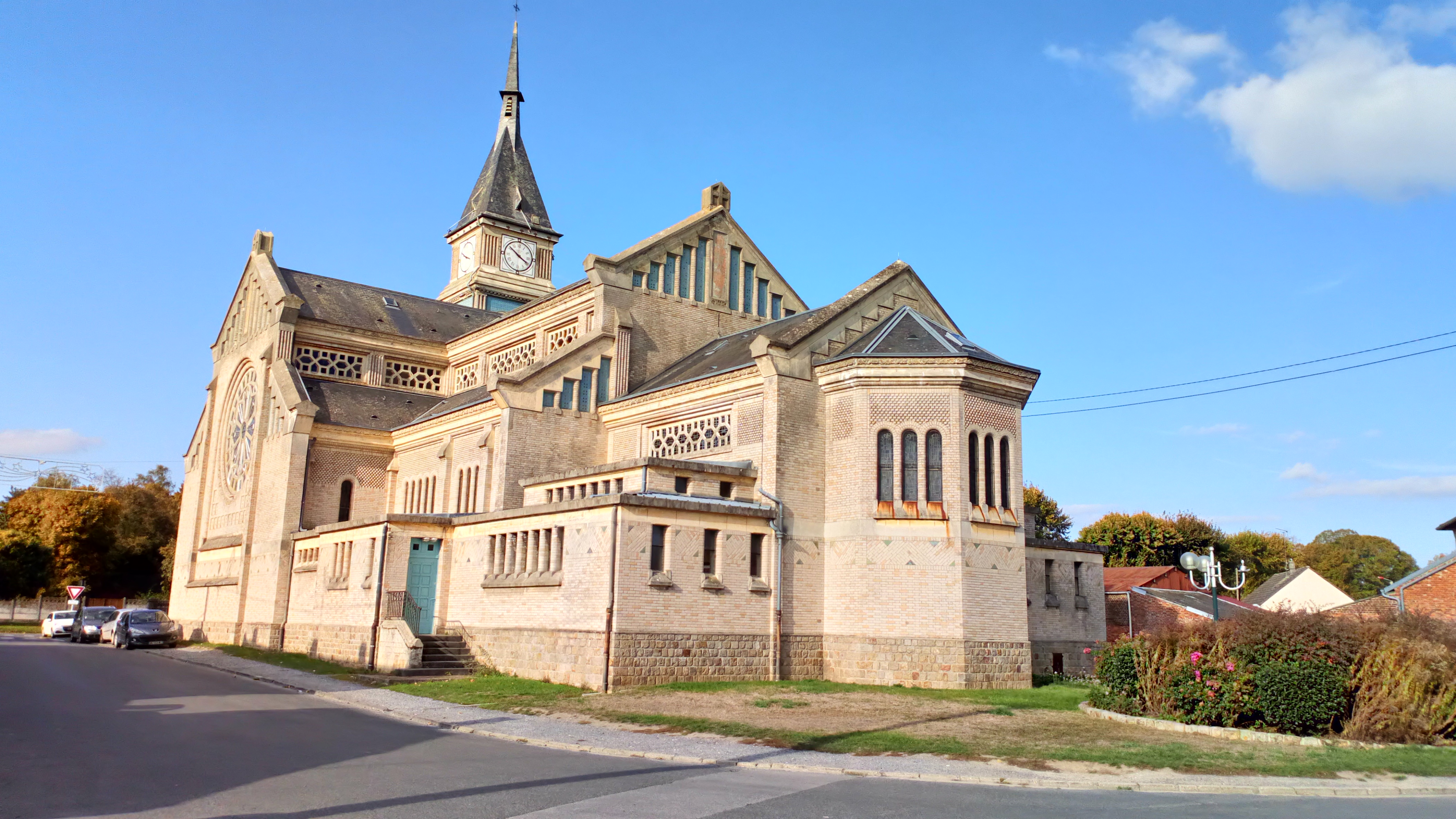